# Gia tốc góc
Gia tốc góc (kí hiệu {\displaystyle \alpha } (alpha) hay {\displaystyle \gamma } (gamma)) là biến thiên của vận tốc góc của vật theo thời gian.
Gia tốc góc có thứ nguyên góc trên thời gian bình phương, được đo bởi đơn vị SI là radian trên giây bình phương ({\displaystyle rad/s^{2}}). Trong hai chiều, gia tốc góc là đại lượng giả vô hướng với dấu được lấy là dương nếu tốc độ góc tăng ngược chiều kim đồng hồ hoặc giảm cùng chiều kim đồng hồ, và ngược lại, âm nếu giảm ngược chiều kim đồng hồ hoặc tăng cùng chiều kim đồng hồ. Trong ba chiều, gia tốc góc là một giả vector.
Gia tốc góc là khái niệm mở rộng của gia tốc trong chuyển động thẳng sang chuyển động tròn, là đạo hàm bậc nhất của vận tốc góc và là đạo hàm bậc hai của góc theo thời gian.

## Định nghĩa
Một vật đang quay với vận tốc góc thay đổi thì có một gia tốc góc. Gia tốc góc trung bình {\displaystyle {\vec {\alpha }}_{tb}} của vật quay được xác định bởi:
{\displaystyle {\vec {\alpha }}_{avg}={\frac {{\vec {\omega }}_{2}-{\vec {\omega }}_{1}}{t_{2}-t_{1}}}={\frac {\Delta {\vec {\omega }}}{\Delta {t}}},}
trong đó {\displaystyle \Delta {\vec {\omega }}} là biến thiên vận tốc góc trong khoảng thời gian {\displaystyle \Delta {t}}.
Gia tốc góc tức thời {\displaystyle \alpha } là giới hạn của đại lượng trên khi {\displaystyle \Delta {t}} tiến tới không:
{\displaystyle {\vec {\alpha }}=\lim _{\Delta {t}\to 0}{\frac {\Delta {\vec {\omega }}}{\Delta {t}}}={\frac {d{\vec {\omega }}}{dt}}.}
Công thức trên đúng đối với mọi điểm trên vật cần xét.

## Gia tốc góc quỹ đạo của chất điểm

### Chất điểm trong không gian hai chiều
Trong hai chiều, gia tốc góc quỹ đạo là tốc độ mà vận tốc góc quỹ đạo hai chiều theo tâm quỹ đạo của chất điểm thay đổi. Vận tốc góc tức thời của một chất điểm được xác định bởi:
{\displaystyle \omega ={\frac {v_{\perp }}{r}},}
với {\displaystyle r} là khoảng cách tới tâm và {\displaystyle v_{\perp }} là thành phần tiếp tuyến (với vector vị trí) của vận tốc tức thời, theo quy ước coi là dương đối với chuyển động quay ngược chiều kim đồng hồ và âm đối với chuyển động quay cùng chiều kim đồng hồ.
Do đó, gia tốc góc tức thời {\displaystyle \alpha } của chất điểm được xác định bởi:
{\displaystyle \alpha ={\frac {d}{dt}}({\frac {v_{\perp }}{r}}).}
Khai triển vế phải theo quy tắc tích từ giải tích vi phân, ta có:
{\displaystyle \alpha ={\frac {1}{r}}{\frac {dv_{\perp }}{dt}}-{\frac {v_{\perp }}{r^{2}}}{\frac {dr}{dt}}.}
Trong trường hợp đặc biệt chất điểm chuyển động tròn quanh tâm, {\displaystyle {\frac {dv_{\perp }}{dt}}} trở thành gia tốc tiếp tuyến {\displaystyle a_{\perp }}, còn {\displaystyle {\frac {dr}{dt}}=0}.
{\displaystyle \alpha ={\frac {a_{\perp }}{r}}.}
Trong hai chiều, gia tốc góc là một số với dấu dương/âm được dùng để định phương hướng, chứ không chỉ ra hướng cụ thể. Như đã nêu trên, dấu được lấy là dương nếu tốc độ góc tăng ngược chiều kim đồng hồ hoặc giảm cùng chiều kim đồng hồ, và ngược lại, âm nếu giảm ngược chiều kim đồng hồ hoặc tăng cùng chiều kim đồng hồ. Do đó, gia tốc góc có thể được coi là một đại lượng giả vô hướng, một đại lượng số đổi dấu khi đảo ngược đối xứng, chẳng hạn như đảo ngược một trục hoặc hoán đổi hai trục.

### Chất điểm trong không gian ba chiều
Trong ba chiều, gia tốc góc quỹ đạo là tốc độ mà vận tốc góc ba chiều thay đổi theo thời gian. Vận tốc góc tức thời {\displaystyle {\vec {\omega }}} được xác định bởi:
{\displaystyle {\vec {\omega }}={\frac {{\vec {r}}\times {\vec {v}}}{r^{2}}},}
với {\displaystyle {\vec {r}}} là vector vị trí chất điểm, {\displaystyle r} là khoảng cách tới tâm, và {\displaystyle {\vec {v}}} là vận tốc.
Do đó, gia tốc góc quỹ đạo là {\displaystyle {\vec {\alpha }}} được xác định bởi:
{\displaystyle {\vec {\alpha }}={\frac {d}{dt}}({\frac {{\vec {r}}\times {\vec {v}}}{r^{2}}})}
Khai triển vế phải, thu được:
{\displaystyle {\begin{aligned}{\vec {\alpha }}&={\frac {1}{r^{2}}}\left({\vec {r}}\times {\frac {d{\vec {v}}}{dt}}+{\frac {d{\vec {r}}}{dt}}\times {\vec {v}}\right)-{\frac {2}{r^{3}}}{\frac {dr}{dt}}\left({\vec {r}}\times {\vec {v}}\right)\\\\&={\frac {1}{r^{2}}}\left({\vec {r}}\times {\vec {a}}+{\vec {v}}\times {\vec {v}}\right)-{\frac {2}{r^{3}}}{\frac {dr}{dt}}\left({\vec {r}}\times {\vec {v}}\right)\\\\&={\frac {{\vec {r}}\times {\vec {a}}}{r^{2}}}-{\frac {2}{r^{3}}}{\frac {dr}{dt}}\left({\vec {r}}\times {\vec {v}}\right)\\&={\frac {{\vec {r}}\times {\vec {a}}}{r^{2}}}-{\frac {2}{r}}{\frac {dr}{dt}}{\vec {\omega }}\end{aligned}}}
do {\displaystyle {\vec {r}}\times {\vec {v}}=r^{2}{\vec {\omega }}}.
Nếu khoảng cách từ chất điểm tới tâm {\displaystyle r} không thay đổi theo thời gian (trong đó bao gồm trường hợp nhỏ chuyển động tròn), hạng tử thứ hai biến mất và công thức trên trở thành:
{\displaystyle {\vec {\alpha }}={\frac {{\vec {r}}\times {\vec {a}}}{r^{2}}}.}
Có thể khôi phục được gia tốc tiếp tuyến trong trường hợp đặc biệt này:
{\displaystyle {\vec {a}}_{\perp }={\vec {\alpha }}\times {\vec {r}}.}
Thực tế, "vector" gia tốc góc là một giả vector do có ba thành phần có thể biến đổi theo phép biến đổi quay giống như tọa độ Cartesian của một điểm, nhưng không biến đổi như tọa độ Cartesian dưới phép phản xạ.

### Quan hệ với moment của lực
Tổng moment của lực lên một chất điểm được xác định bởi giả vector:
{\displaystyle {\vec {M}}={\vec {r}}\times {\vec {F}},}
với {\displaystyle {\vec {F}}} là tổng ngoại lực tác dụng lên chất điểm.
Moment của lực là tương tự quay của lực, làm thay đổi trong trạng thái quay của một hệ thống, giống như lực làm thay đổi trạng thái dịch chuyển của một hệ. Giống như lực tác dụng lên một chất điểm liên kết với gia tốc theo biểu thức {\displaystyle {\vec {F}}=m{\vec {a}}} (Định luật II Newton), cũng có thể viết một biểu thức liên hệ giữa moment của lực với gia tốc góc, tuy có phần phức tạp hơn.
Trước hết, thay thế {\displaystyle {\vec {F}}=m{\vec {a}}} vào biểu thức moment của lực, có:
{\displaystyle {\vec {M}}=m\left({\vec {r}}\times {\vec {a}}\right)=mr^{2}\left({\frac {{\vec {r}}\times {\vec {a}}}{r^{2}}}\right).}
Nhắc lại công thức giả vector vận tốc góc ở trên cho không gian ba chiều:
{\displaystyle {\vec {\alpha }}={\frac {{\vec {r}}\times {\vec {a}}}{r^{2}}}-{\frac {2}{r}}{\frac {dr}{dt}}{\vec {\omega }},}
suy ra:
{\displaystyle {\vec {M}}=mr^{2}\left({\vec {\alpha }}+{\frac {2}{r}}{\frac {dr}{dt}}{\vec {\omega }}\right)=mr^{2}{\vec {\alpha }}+2mr{\frac {dr}{dt}}{\vec {\omega }}.}
Trong trường hợp đặc biệt mà khoảng cách r từ chất điểm tới tâm không đổi, khi đó {\displaystyle {\frac {dr}{dt}}=0}, hạng tử thứ hai biến mất và phương trình đơn giản hóa thành:
{\displaystyle {\vec {M}}=mr^{2}{\vec {\alpha }}=I{\vec {\alpha }},}
có thể coi là tương tự quay đối với {\displaystyle {\vec {F}}=m{\vec {a}}}, với {\displaystyle I=mr^{2}} (moment quán tính của chất điểm) đóng vai trò như khối lượng m trong Định luật II Newton. Tuy nhiên, biểu thức chỉ áp dụng được cho một quỹ đạo nằm trong một vỏ cầu xung quanh gốc tọa độ.